# Prionogonus divaricatus
Prionogonus divaricatus är en mångfotingart som beskrevs av Shelley 1982. Prionogonus divaricatus ingår i släktet Prionogonus och familjen Xystodesmidae. Inga underarter finns listade i Catalogue of Life.